# Ottilia Marin
Ottilia Maria Marin, född 23 december 1848 i Norrköping, Östergötlands län, död 22 april 1919 i Filipstads församling, Värmlands län, var en svensk telegrafist, politiker och kvinnosakskvinna. Hon var under många år ledamot av fullmäktige i Filipstads stad, och därutöver ordförande i flera av stadens styrelser, samt ordförande i Föreningen för kvinnans politiska rösträtt i Filipstad.

## Biografi
Marin blev 1865 telegrafelev. 1866 blev hon extra ordinarie telegrafassistent, och 1868 föreståndare för Borgholms telegrafstation. 1872 blev hon föreståndare för telegrafstationen i Lysekil, varpå hon mellan 1874 och 1897 var föreståndare för telegrafstationen i Filipstad. Därefter gick hon i pension.
Efter pensionen blev hon engagerad i rösträttsfrågan. Hon var ordförande i lokalavdelningen av Landsföreningen för kvinnans politiska rösträtt i Filipstad, samt medlem av föreningens centralstyrelse. Hon var också vice ordförande i Föreningen för pauvres honteux och suppleant i styrelsen för Frisinnade valmansföreningen. 1909 kandiderade hon första gången till ledamot av fullmäktige i Filipstads stad för de frisinnade, stödd av Nykterhetsfolkets centralkommitté. Hon valdes inte in, men däremot vid valet 1911. Vid valet 1913 blev hon åter omvald på de frisinnades lista, stödd av vänsterpolitikerna i staden. Efter interna bråk och bristande kommunikation mellan de frisinnade och liberala i Filipstad blev hon först petad från listan inför fullmäktigevalet i december 1916; på grund av avsägelser, och strykningar på listan, blev hon ändå en av tre frisinnade i fullmäktige.